# Plebiscito revocatorio del alcalde de Pérez Zeledón
El 18 de diciembre de 2011 se realizó en el cantón costarricense de Pérez Zeledón el histórico plebiscito revocatorio de mandato del Alcalde Municipal Luis Mendieta Escudero del Partido Liberación Nacional, resultando ganadora la opción del Sí con más del 80% de los votos válidos y siendo así destituido por el Tribunal Supremo de Elecciones, para ser sustituido por la vicealcaldesa Vera Corrales. Si bien la opción de plebiscitos revocatorios estaba contemplada desde la redacción del Código Municipal de 1998, nunca antes se había aplicado, por lo cual fue la primera ocasión en la historia de Costa Rica en que la ciudadanía destituye por medios democráticos a una autoridad de elección popular.

## Desarrollo
El plebiscito fue aprobado por dos tercios (7 de 9 votos) del Concejo Municipal de Pérez Zeledón de conformidad con lo establecido en la legislación y apelado inmediatamente por el propio alcalde. Sin embargo la resolución del TSE dio curso a lo acordado. Al Alcalde se le reclamaba el mal estado de las carreteras y una deficiente administración. Dirigentes comunales y del opositor Partido Acción Ciudadana denunciaron entorpecimiento por parte de la Alcaldía para obtener los recursos necesarios para realizar el proceso.
La diputada liberacionista y esposa del alcalde generaleño, Xinia Espinoza interpuso diversos recursos incluyendo una acción de inconstitucionalidad ante la Sala IV, que fue rechazada, y una vez obtenidos los resultados electorales también presentó recursos de reconteo de votos ante el TSE, los cuales confirmaron los resultados. El excandidato presidencial y figura destacada dentro del Partido Acción Ciudadana, Ottón Solís, quien es nativo de Pérez Zeledón, votó por la opción del Sí y criticó la injerencia de Espinoza.

## Repercusiones
Fue la primera vez en la historia costarricense que un funcionario público electo popularmente es destituido mediante una consulta ciudadana. El evento generó un hito histórico en la política y la democracia del país, creando un nuevo escenario a partir de ese momento. La legislación costarricense permite la destitución de alcaldes mediante plebiscitos pero ello nunca se había aplicado. Al ser el primer proceso de estas características, hubo una intensa resistencia por parte del propio Alcalde y su esposa, la diputada Xina Espinoza, quienes apelaron la decisión del Concejo ante distintas instancias incluyendo la Corte Suprema de Justicia de Costa Rica, la Asamblea Legislativa y el Tribunal Supremo de Elecciones, sin éxito. Así mismo denunciaron fraude electoral en el resultado de la consulta. Sin embargo Mendieta eventualmente aceptó los resultados y la decisión del TSE de removerle las credenciales.
El evento inspiró a los otros cantones a seguir el ejemplo e iniciaron procesos para convocar plebiscitos en municipios con alcaldías cuestionadas, como Siquirres (que aún no se han dado) e incluso se ha planteado la posibilidad de reformar la ley para permitir realizar referéndum revocatorios para todos los cargos de elección popular, incluyendo la Presidencia.